# Nikola Stojanović (giocatore di football americano 2002)
Nikola Stojanović (6 settembre 2002) è un giocatore di football americano serbo, che gioca nel ruolo di runningback e safety per i Belgrade Blue Dragons.